# Kenichi Matsuyama
Kenichi Matsuyama (em japonês: 松山ケンイチ; romaniz.: Matsuyama Ken'ichi; nascido em Mutsu, Aomori, 5 de março de 1985), é um ator e modelo japonês.

## História
Ele é conhecido por sua afinidade com papéis de estranhos personagens, sendo muito versátil. Ele é mais conhecido mundialmente por interpretar L, nos filmes em Live Action de 2006, baseado no anime Death Note, Death Note: The Last Name, e também L Change the World em 2008. Como também dublou Gelus na adaptação em anime do Death Note. Ele foi cotado para interpretar o personagem Toru Watanabe no filme adaptado do livro de Haruki Murakami, Norwegian Wood, previsto para lançamento ainda em dezembro de 2010.

## Filmografia
- (2003) - Bright Future, como Jun
- (2004) - The Locker 2, como Yosuke Shinohara
- (2004) - The Taste of Tea, como Matsuken
- (2005) - Linda Linda Linda, como Makihara
- (2005) - Nana, como Shinichi "Shin" Okazaki
- (2005) - Custom Made 10.30, como Tamotsu
- (2005) - Yamato, como Katsumi Kamio
- (2006) - Death Note, como L
- (2006) - Death Note: The Last Name, como L
- (2007) - Genghis Khan: To the Ends of the Earth and Sea, como Juchi
- (2007) - Shindo, como Wao
- (2007) - South Bound, como Officer Niigaki
- (2007) - Tsubaki Sanjuro, como Iori Isaka
- (2008) - L: Change the World, como L
- (2008) - Don't Laugh at My Romance, como Mirume
- (2008) - Detroit Metal City, como Souichi Negishi
- (2009) - Kamui Gaiden como Kamui
- (2009) - Kaiji como Makoto Sahara
- (2009) - Ultra Miracle Love Story como Yojin
- (2010) - Norwegian Wood como toru Watanabe
- (2010) - Memoirs of a Teenage Amnesiac como Yuji Miwa
- (2011) - Gantz como Masaru Kato
- (2011) - Gantz: Perfect Answer como Masaru Kato
- (2011) - My Back Page como Umeyama
- (2011) - Usagi Drop (film) como Daikichi Kawachi
- (2012) - Train Brain Express como Kei Komachi
- (2013) - Kiyosu Kaigi como Hidemasa Hori
- (2014) - The Way Home como Jiro Sawada

Drama
- (2002) - Gokusen como Kenichi Mouri
- (2003) - Kids War 5
- (2005) - 1 Litre of Tears como Yuji Kawamoto
- (2006) - Tsubasa no Oreta Tenshitachi como Shingo
- (2006) - Sono 5 fun mae como Yuka Takashi
- (2007) - Sexy Voice and Robo como Iichiro Sudo/Robo
- (2009) - Zeni Geba como Gamagori Futaro
- (2010) - Love of 99 Years ~ Japanese Americans como Hiramatsu Jiro
- (2012) - Taira no Kiyomori como Taira no Kiyomor

### Voz
- (2006) - Death Note, voz de Jealous
- (2008) - Detroit Metal City (OVA) Makoto Hokazono

## Prêmios
| Ano  | Premio                                    | Categoria           | Nomiação                 | Resultado |
| ---- | ----------------------------------------- | ------------------- | ------------------------ | --------- |
| 2006 | Hochi Film Awards                         | Melhor novo Ator    | Death Note               | Venceu    |
| 2007 | Yokohama Film Festival                    | Melhor novo Talento | Death Note               | Venceu    |
| 2007 | Japanese Academy Awards                   | Melhor novo Ator    | Death Note               | Venceu    |
| 2008 | 2nd Asia Pacific Producer's Network Award | Melhor Ator         | Death Note               | Venceu    |
| 2009 | Japanese Academy Awards                   | Ator mais Popular   | Detroit Metal City       | Venceu    |
| 2009 | Television Drama Academy Awards           | Melhor Ator         | Zeni Geba                | Venceu    |
| 2010 | Mainichi Film Awards                      | Melhor Ator         | Ultra Miracle Love story | Venceu    |
| 2010 | Takasaki Film Festival                    | Melhor Ator         | Ultra Miracle Love Story | Venceu    |
| 2010 | Nikkan Sports Film Awards                 | Melhor Ator         | Norwegian Wood           | Venceu    |